# حكاية فرح
حكاية فرح، رواية عربية للروائي المصري عز الدين شكري فشير. صدرت لأوّل مرة عن دار الشروق في عام 2021، ودخلت في القائمة الطويلة للجائزة العالمية للرواية العربية لعام 2022، المعروفة باسم «جائزة بوكر العربية».